# Robert Cleary
Pour les articles homonymes, voir Cleary.
Robert Cleary, dit Bob ou Bobby Cleary, est un joueur américain de hockey sur glace né le 21 avril 1936 à Cambridge (Massachusetts) et mort le 16 septembre 2015 à Hyannis.
Il est le frère du joueur de hockey sur glace Bill Cleary.

## Biographie
Lors des Jeux olympiques d'hiver de 1960, il remporte la médaille d'or avec l'équipe des États-Unis.